# Self Made (film)
Pour les articles homonymes, voir Self Made.
Pour plus de détails, voir Fiche technique et Distribution.
Self Made (Boreg) est une comédie dramatique israélienne réalisée par Shira Geffen et sortie en 2014.

## Fiche technique
- Titre : Self Made
- Titre original : Boreg
- Réalisation : Shira Geffen
- Scénario : Shira Geffen
- Directeur de la photographie : Ziv Berkovich
- Monteur : Nili Feller
- Décors : Arad Sawat
- Costumes : Laura Sheim
- Musique : Amit Poznansky
- Producteur : David Mandil, Moshe Edery et Léon Edery
  - Coproducteur : Megan Ellison et Erika Hampson
  - Producteur exécutif : Michal Graidy
  - Producteur associé : Keren Michael
- Société de production : Movie Plus Productions et United King Films
- Distributeur : Paname Distribution
- Pays de production :  Israël
- Genre : Comédie dramatique
- Durée : 89 minutes
- Date de sortie :
  - France : 29 avril 2015
  - Israël : 30 avril 2015

## Distribution
- Sarah Adler : Michal
- Samira Saraya : Nadine
- Doraid Liddawi : Amar et Sachar
- Na'ama Shoham : Mika
- Ziad Bakri : Yussef